# لوسيوس أوريليوس كوتا (قنصل 119 ق.م)
لوسيوس أوريليوس كوتا (ظهر في القرن الثاني قبل الميلاد) كان سناتورًا (Senate of the Roman Republic) رومانيًا وقائدًا عسكريًا انتخب القنصل الروماني في عام 119 ق.م.